# Suzan Najm Aldeen
Suzan Najm Aldeen (ar. سوزان نجم الدين; Dreikiche, 24 novembre 1973) è un'attrice siriana, molto celebre in tutto il mondo arabo.

## Biografia
L'attrice ha vissuto nel suo paese natale coi genitori, fino a diplomarsi, per poi trasferirsi a Damasco per laurearsi in Architettura.
Durante i suoi studi universitari, prima di laurearsi, è entrata nell'ambito artistico, che l'ha portata a diventare un'attrice, ma ciò non le ha impedito di continuare a studiare arduamente per diventare un architetto.
Nei primi anni '90, Suzan ha cominciato a recitare in alcune opere seriali siriane, sempre dimostrando di avere un notevole talento innato per la recitazione, interpretando agli inizi ruoli secondari, per poi diventare una delle attrici protagoniste più importanti di tutta la Siria.
La sua prima opera è stata Aldakhliah ("الدخيلة"), col noto attore siriano Jihad Saad.
Suzan si è sposata nel 1995 con un uomo d'affari siriano, da cui ha avuto quattro figli, due maschi e due femmine.
L'artista possiede una società di produzione di sua proprietà, denominata “Sana”, dalle iniziali del suo nome.

## Opere
Alcune delle famose opere a cui ha partecipato Suzan Najm AlDeen sono: 
- Aldakhliah – L’interno (الدخيلة) – Siria (سوريه)
- Nihayat rajol shojaa - La fine di un uomo coraggioso (نهاية رجل شجاع) – Siria (سوريه)
- Alzhaher Peppers (الظاهر بيبرس) – Siria (سوريه)
- Khan alharir – Il mercato della seta (خان الحرير) - Siria (سوريه)
- Hanin (حنين) - Siria (سوريه)
- Salah aldin (صلاح الدين) - Siria (سوريه)
- Moluk altawaef - I sovrani delle comunità (ملوك الطوائف) - Siria (سوريه)
- Tiur alshouk - Gli uccelli delle spine (طيور الشوك) - Siria (سوريه)
- Forset alomor- L’occasione della vita (فرصة العمر) - Siria (سوريه)
- Zoj alset - Il marito della signora (زوج الست) - Siria (سوريه)
- Ommahat - Madri (أمهات) - Siria (سوريه)
- Gibran Khalil Gibran (جبران خليل جبران) – Siria / Libano (لبنان / سوريه)
- Noqtat Nizam- Un punto nella regola (نظام نقطت) – Egitto (مصر)
- Alharebah – La fuggitiva (ألهربه) - Siria (سوريه)

## Curiosità
- La sua società “Sana”, ha come logo un quadrato con su scritto il nome della società in lingua araba, e sopra la lettera N (ن), al posto del punto c'è una stella, che rappresenta il cognome dell'attrice che significa, appunto, Stella della Religione (Najm AlDeen - نجم الدين).
- Suzan Najm AlDeen, in una delle sue partecipazioni a trasmissioni televisive, precisamente sull'emittente televisiva araba MBC, ha dichiarato di amare molto le comedy-lite, come Zoj alset - (زوج الست) e di considerare un caro amico l'attore Ayman Zidan (زيدان أيمان) con cui ha recitato in questa serie, e anche in molte altre.